# Cecilia Löfgreen

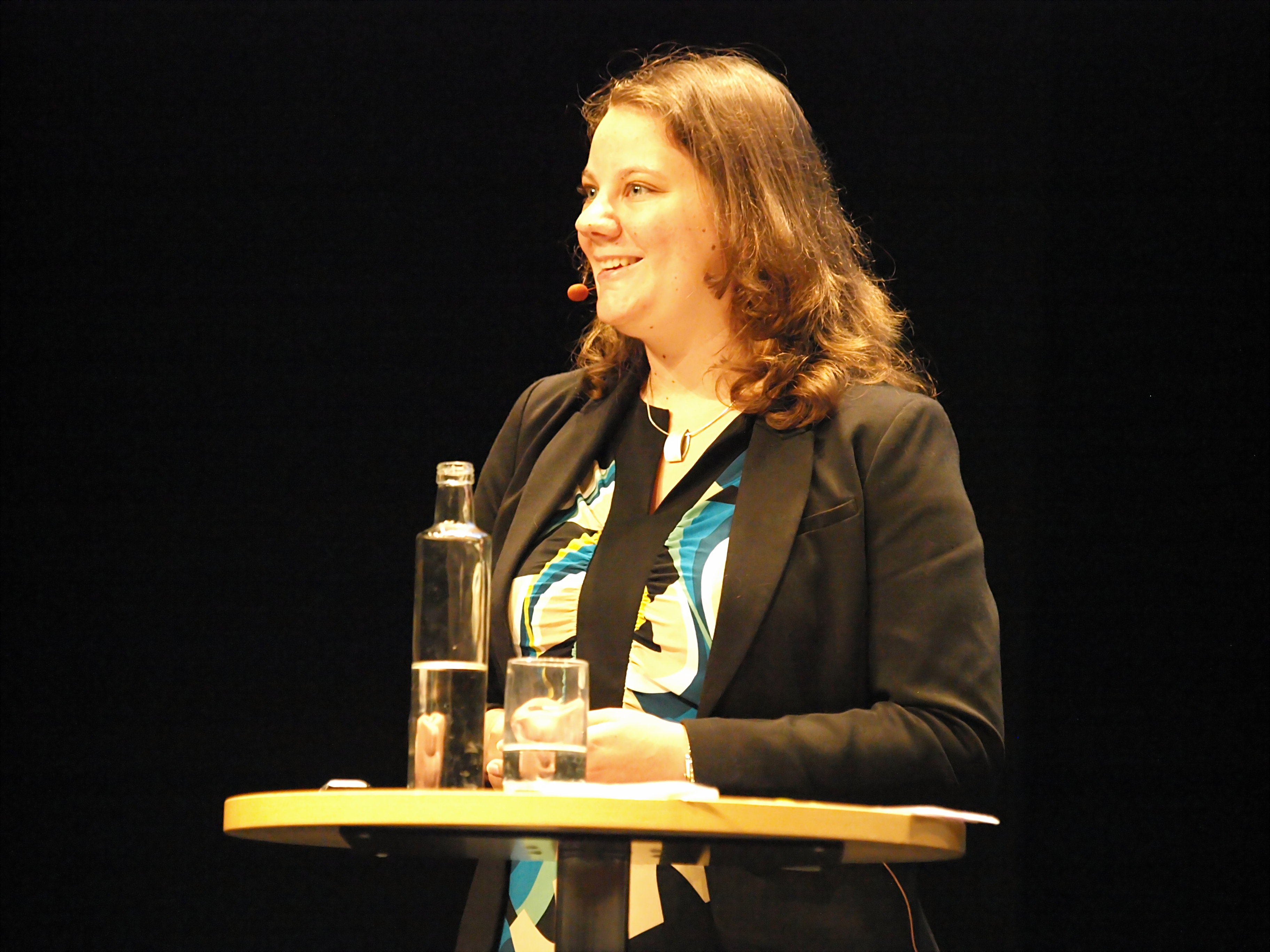
Cecilia Löfgreen.

Cecilia Elisabeth Patricia Löfgreen, född 24 februari 1981 i Bollebygd, är en svensk moderat kommun- och landstingspolitiker. Har en fil.kand i nationalekonomi från Stockholms universitet. Hon var kommunstyrelsens ordförande i Järfälla kommun 2012-2014 och var 2014 - 2018 oppositionsråd och 2:e vice ordförande i kommunstyrelsen i Järfälla.
Cecilia Löfgreen har sedan 2006 uppdrag i Stockholms läns landsting där hon bland annat varit ledamot av landstingsfullmäktige, landstingsstyrelsen, hälso- och sjukvårdsstyrelsen samt 1:e vice ordförande för programberedningen för folkhälsa och psykiatri. Sedan 2018 är hon ordförande för regionfullmäktige i Region Stockholm. Hon jobbar nuvarande för Kairos future.
Under Almedalsveckan 2013 deltog Cecilia Löfgreen i Moderaternas ekonomisk politiska seminarium tillsammans med bland annat dåvarande finansminister Anders Borg och Anna Kinberg Batra.